# Anteros stramentarius
Anteros stramentarius är en fjärilsart som beskrevs av Hans Ferdinand Emil Julius Stichel 1909. Anteros stramentarius ingår i släktet Anteros och familjen Riodinidae. Inga underarter finns listade i Catalogue of Life.